# Карбызинское сельское поселение
Карбызинское се́льское поселе́ние — муниципальное образование в Муромцевском районе Омской области Российской Федерации.
Административный центр — село Карбыза.

## История
Статус и границы сельского поселения установлены Законом Омской области от 30 июля 2004 года № 548-ОЗ «О границах и статусе муниципальных образований Омской области»

## Население
| 2010 | 2011 | 2012 | 2013 | 2014 | 2015 | 2016 |
| ---- | ---- | ---- | ---- | ---- | ---- | ---- |
| 443  | ↘441 | ↘436 | ↘415 | ↘407 | ↘400 | ↘391 |
| 2017 | 2018 | 2019 | 2020 | 2021 | 2023 |      |
| ↘366 | ↘358 | ↘351 | ↘339 | ↘240 | ↘232 |      |

## Состав сельского поселения
| № | Населённый пункт | Тип населённого пункта       | Население |
| - | ---------------- | ---------------------------- | --------- |
| 1 | Карбыза          | село, административный центр | ↘345      |
| 2 | Михайловка       | деревня                      | ↘98       |